# レオン・ヴォイジコフスキ
レオン・ヴォイジコフスキ （フランス語: Léon Woïzikovsky、ポーランド語: Leon Wójcikowski レオン・ヴイチコフスキ、1899年2月20日 - 1975年2月23日）は、ポーランド出身のバレエダンサー 、振付師。 バレエ・リュスに参加して名声を確立し、後に世界中の様々なバレエ団と共演した。 

## 伝記
ワルシャワ出身。ワルシャワ大劇場でエンリコ・チェケッティ等にダンスを学び、キャラクター・ダンスで頭角を現すようになった。 
1915年にバレエ・リュスに加わる。加入時は、レオニード・マシーンが振付師であり、マシーンの指導下で、ガブリエル・フォーレの音楽による《ラス・メニナス》（1916年）、エリック・サティの《パラード》（1917年）、アナトーリ・リャードフの《ロシア物語》、ドメニコ・スカルラッティの原曲による《上機嫌なご婦人たち》（1917年）、マヌエル・デ・ファリャの《三角帽子》（1919年）、ドメニコ・チマローザの原曲による《女の手管》（1924年）やジョルジュ・オーリックの《船乗りたち》（1925年）などに出演。また、ブロニスラヴァ・ニジンスカの振付により、イーゴリ・ストラヴィンスキーの《結婚》（1923年）、ダリウス・ミヨーの《青い列車》（1924年）、オーリックの《パストラル》（1926年）などの上演に参加した。30歳の時にディアギレフが亡くなり、バレエ・リュスは解散した。 
バレエ・リュスの解散後、アンナ・パヴロワのバレエ団に参加したが、これもパヴロワの死と共に解散している。 
その後、バレエ・リュス・ド・モンテカルロとジョージ・バランシンやマシーンらと共に契約。アンリ・マティスの舞台美術によってバレエ《子供の遊戯》（1932年）でイリーナ・バロノヴァと共演したが、マシーンとの仲が険悪になり、1934年にバレエ・リュス・ド。モンテカルロを退団した。 
1930年代初頭、他のロシアのバレエダンサーと一緒に、ロンドンのヴィク・ウェルズやニネット・ド・ヴァロワと共演し、これがロイヤル・バレエ団の先鞭となった。 
1934年に、自身のバレエ団を立ち上げ、コスティア・コンスタンティノフの《ポート・サイド》やファリャの《恋は魔術師》を上演。1935年と翌年にはロンドンとパリで公演を行った。 
1936年には、バジル大佐のバレエ団と一緒にニュージーランドに公演に行って成功を収めた。1938年にはワルシャワに新設されたバレエ団「ポロネーズ」のディレクターとなり、1939年には同団を連れて世界博覧会に参加。第二次世界大戦が勃発するとフランスに行き、バジル大佐のバレエ団に合流し、アメリカ・ツアーに参加。1945年にはワルシャワに戻り、ワルシャワ大劇場のオペラ・スクールでダンスの講師を務めた。 
その後、彼はロンドン祝祭バレエのダンスマスターとしてストラヴィンスキーの《ペトルーシュカ》等の振付を担当し、ケルン・バレエ団やフランドル王立バレエ団の振付も担った。 1960年代半ばまで、ケルン歌劇場のダンス研究所で後進の指導に当たり、1974年までボン大学で教えた。それからワルシャワに戻り、ワルシャワ・オペレッタ劇場で教鞭をとった。 